# لا آرژانتینا
لا آرژانتینا (اسپانیایی: La Argentina‎) شعری متعلق به سال ۱۶۰۲ میلادی است که توسط مارتین دل بارکو سنتنرا نوشته شده‌است. نام کامل این شعر که به محتوای آن اشاره دارد، فتح آرژانتین و ریو د لا پلاتا، همراه با رویدادهای دیگر در پادشاهی پرو، توسمان و ایالت برزیل (اسپانیایی: Argentina y conquista del Río de la Plata, con otros acaecimientos de los reinos del Perú, Tucumán y estado del Brasil‎) است.
مارتین دل بارکو سنتنرا (به اسپانیایی: Martín del Barco Centenera) یک کشیش بود که وارد ریو د لا پلاتا شد تا خوان ارتیز د ساراته (به اسپانیایی: Juan Ortiz de Zárate) را همراهی کند. او بیست و چهار سال در مناطق مختلف سرگردان در پی او بود و تجارب خود از این سنوات را در شعر مذکور بیان کرده‌است. شعرهای وی مخلوطی از وقایع تاریخی واقعی و قصه‌های تخیلی، مانند انسان به شکل ماهی، را شامل هستند. این اثر با بیش از ده هزار بیت شعر به نگارش درآمده و در بیست و چهار فصل تقسیم شده‌است. نخستین بار در سال ۱۶۰۲ میلادی نسخه‌ای از آن در لیسبون پرتغال چاپ و منتشر شد.
این شعر یکی از نخستین مکتوباتی شناخته شده‌است که از نام آرژانتین، با کاربرد امروزی آن، استفاده کرده‌است.

## کتابشناسی
- Abad de Santillán, Diego. Historia Argentina (به اسپانیایی). Buenos Aires: TEA (Tipográfica Editora Argentina). p. 287.